# Forêt de Suzac
La forêt de Suzac est un massif forestier situé dans le sud-ouest du département français de la Charente-Maritime. 
D'une superficie de 350 hectares, elle s'étend pour partie sur une péninsule constituée de falaises calcaires dominant les eaux de l'estuaire de la Gironde et de l'océan Atlantique, marquant de manière symbolique la transition entre ces deux espaces naturels. Elle est un des principaux poumons verts de l'agglomération royannaise, avec la forêt domaniale de la Coubre et la forêt des Combots d'Ansoine.
En 2013, 83 hectares de ce domaine sont la propriété du conservatoire du littoral, lequel en a confié la gestion aux communes de Saint-Georges-de-Didonne et de Meschers-sur-Gironde. 
La forêt de Suzac abrite également le parc de l'estuaire, un site des Echappées Nature du Département de la Charente-Maritime, permettant de valoriser le site.

## Description du site
La forêt de Suzac est l'un des massifs forestiers bordant le littoral de la Côte de Beauté, de part et d'autre de l'agglomération royannaise. Elle s'étend pour une large part sur le site de la Pointe de Suzac, un cap marquant la limite entre les communes de Saint-Georges-de-Didonne et de Meschers-sur-Gironde, tout en débordant largement sur le cordon dunaire environnant.
Formant un ensemble s'étendant sur une superficie de près de 350 hectares, dont 83 hectares appartenant directement au conservatoire du littoral et 11 hectares faisant partie de son périmètre d'intervention, la forêt est largement entamée lors de la période de forte expansion touristique des années 1960. Cette période voit notamment l'acquisition de plusieurs parcelles par des campings, des villages de vacances ou des particuliers qui y édifient des résidences secondaires. 
Afin d'éviter la disparition de cet espace naturel, les autorités décident de mettre un frein à cette politique et les premières parcelles du domaine sont acquises par le conservatoire du littoral en 1982. Pendant 25 ans, ce dernier s'emploie à développer les espaces protégés, 120 parcelles étant rachetées de 1982 à 2007. 
À l'aube de l'an 2000, la création d'un pôle-nature est décidée par le conseil général : ainsi voit le jour le « Parc de l'estuaire », destiné à la mise en valeur de l'écosystème estuarien. 
Des sentiers de promenade sont aménagés dans la forêt et le Fort de Suzac, témoignage de la fortification des côtes atlantiques durant l'occupation allemande est en partie réhabilité.

## Faune et flore

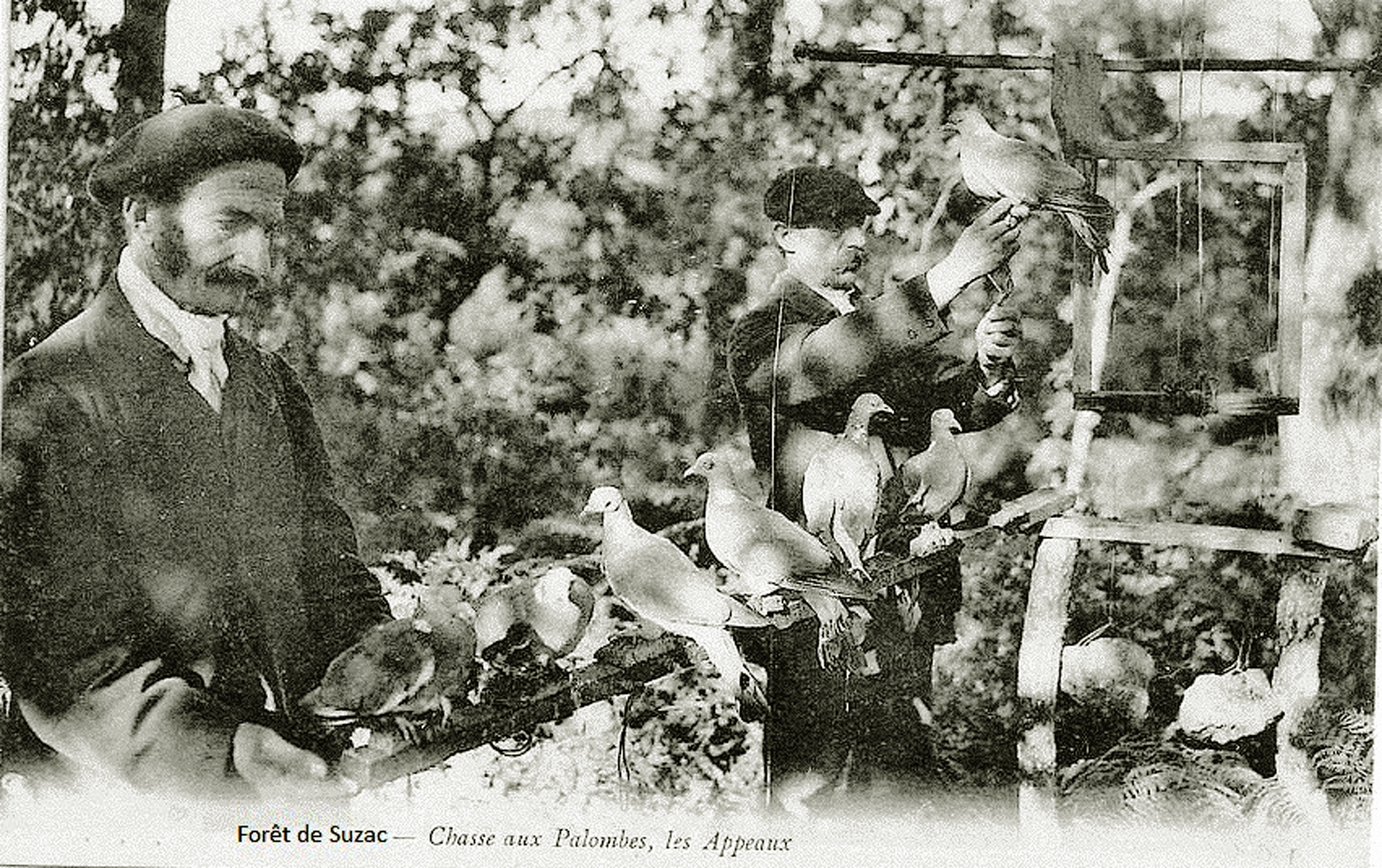
Mise en place des appeaux à la palombière au début du XXe siècle

La forêt de Suzac présente une végétation de type méditerranéen. Si les essences les plus présentes sont le pin maritime et le chêne vert, le domaine est également un lieu de prédilection pour les arbousiers, les cistes à feuille de sauge, les cytinets ou les chênes pubescents. 
Plusieurs espèces protégées sont présentes sur le site, dont l'œillet des dunes. Enfin, en marge de la forêt, la pelouse calcicole qui s'étend sur la falaise est marquée par la floraison au mois de juin de l'ail rose et de l'iris maritime.
Parmi les espèces animales répertoriées sur le site, les mésanges bleues, les palombes, ou les chiroptères sont prépondérants. 
Un inventaire détaillé des espèces vivant sur le site est envisagé.